# Javor (Chorwacja)
Javor – wieś w Chorwacji, w żupanii zagrzebskiej, w gminie Žumberak. W 2011 roku liczyła 10 mieszkańców.